# Cło pertraktacyjne
Cło pertraktacyjne – zostaje wprowadzone do taryfy celnej nie w celu ochrony produkcji krajowej czy powiększenia tą drogą zasobów pieniężnych w państwie, lecz aby z ceł uczynić przedmiot rokowań międzynarodowych. Państwo ustanawiające cła w takim celu jest gotowe zrezygnować z nich w zamian za korzyści oferowane przez kontrahentów w czasie negocjacji.